# Севастьяново (Вологодская область)
Севастьяново — деревня в Вологодском районе Вологодской области.
Входит в состав Новленского сельского поселения (с 1 января 2006 года по 8 апреля 2009 года была центром Вотчинского сельского поселения), с точки зрения административно-территориального деления — центр Вотчинского сельсовета.
Расстояние до районного центра Вологды по автодороге — 75 км, до центра муниципального образования Новленского по прямой — 11 км. Ближайшие населённые пункты — Хребтово, Мардасово, Константиново, Маслозавод, Вотча, Осиновка, Барсуково, Халезево, Шадрино, Балобаново.
По переписи 2002 года население — 205 человек (93 мужчины, 112 женщин). Всё население — русские.